# Fleurey-sur-Ouche
Fleurey-sur-Ouche ist eine französische Gemeinde mit 1498 Einwohnern (Stand 1. Januar 2022) im Département Côte-d’Or in der Region Bourgogne-Franche-Comté. Sie gehört zum Arrondissement Dijon und zum Kanton Talant.

## Lage
Die Gemeinde liegt im Tal der Ouche am Schifffahrtskanal Canal de Bourgogne.

## Bewohner

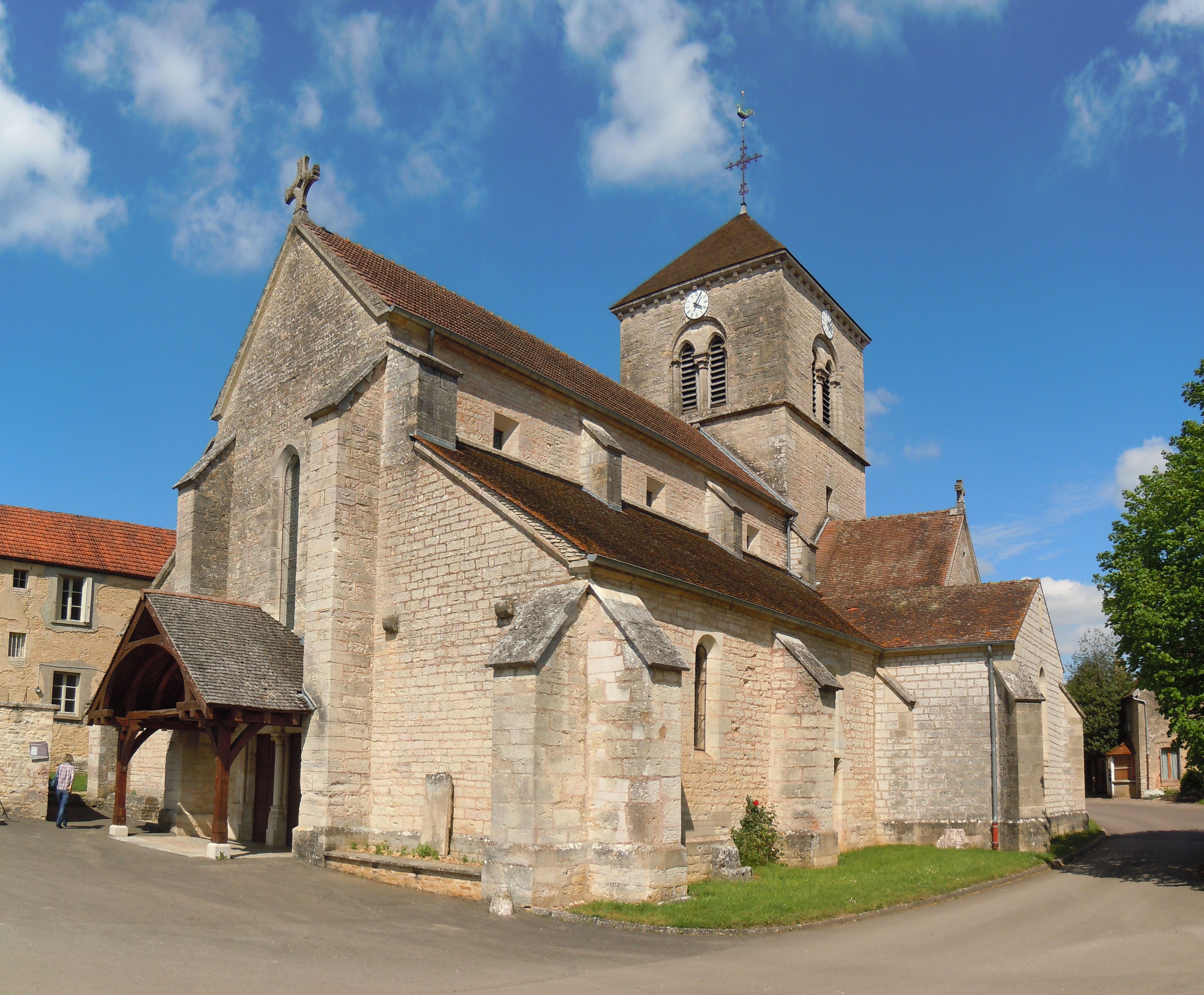
Kirche Saint-Jean-Baptiste

| Jahr                       | 1962 | 1968 | 1975 | 1982 | 1990 | 1999 | 2010 | 2019 |
| Einwohner                  | 565  | 593  | 628  | 879  | 1079 | 1221 | 1232 | 1402 |
| Quellen: Cassini und INSEE |      |      |      |      |      |      |      |      |

## Wirtschaft
In Fleurey-sur-Ouche befinden sich der Sitz und die Produktionsstätte des drittgrößten französischen Senfherstellers Reine de Dijon. Er gehört seit 1995 zur deutschen Develey-Gruppe.

## Persönlichkeiten
- Robert I. (Burgund) (1011–1076), Herzog von Burgund, genannt der Alte, der Stammvater des Älteren Hauses Burgund, und seine Ehefrau Ermengarde von Anjou wurden am 21. März 1076 in der Kirche von Fleurey-sur-Ouche ermordet.